# Atarba grampiana
Atarba grampiana är en tvåvingeart som först beskrevs av Alexander 1931.  Atarba grampiana ingår i släktet Atarba och familjen småharkrankar. Inga underarter finns listade i Catalogue of Life.